# Architectuurtheorie
Architectuurtheorie is de handeling van het denken, discussiëren en schrijven over architectuur. Architectuurtheorie wordt op alle architectuurscholen onderwezen en wordt beoefend door 's werelds toonaangevende architecten. Sommige vormen die de architectuurtheorie aanneemt zijn het hoorcollege of de dialoog, de verhandeling of het boek, en de papieren project- of wedstrijdinzending. Architectuurtheorie is vaak didactisch. Het bestaat al sinds de oudheid in een of andere vorm, en naarmate publiceren gebruikelijker werd, kreeg de architectuurtheorie een grotere rijkdom. Boeken, tijdschriften en tijdschriften publiceerden in de 20e eeuw een ongekend aantal werken van architecten en critici. Als gevolg hiervan vormden en verdwenen stijlen en bewegingen veel sneller dan de relatief duurzame stromingen in de vroegere geschiedenis. Het is te verwachten dat het gebruik van internet het discours over architectuur in de 21e eeuw zal bevorderen.

## Geschiedenis

### Oudheid

#### Rome
Er is weinig informatie of bewijsmateriaal over de belangrijkste architectuurtheorie in de oudheid, tot de 1e eeuw voor Christus, met het werk van Vitruvius. Dit betekent echter niet dat dergelijke werken niet bestonden, aangezien veel werken de oudheid nooit hebben overleefd. Vitruvius was een Romeinse schrijver, architect en ingenieur die actief was in de 1e eeuw voor Christus. Hij was de meest vooraanstaande architectuurtheoreticus in het huidige Romeinse rijk, nadat hij De architectura had geschreven (tegenwoordig bekend als The Ten Books of Architecture), een verhandeling geschreven in het Latijn en het Oudgrieks over architectuur, opgedragen aan keizer Augustus. Waarschijnlijk is het geschreven tussen 27 en 23 v.Chr. Het is de enige belangrijke hedendaagse bron over klassieke architectuur die bewaard is gebleven. Verdeeld in tien secties of "boeken", bestrijkt het bijna elk aspect van de Romeinse architectuur, van stadsplanning, materialen, decoraties, tempels, watervoorzieningen, enz. Het definieert op rigoureuze wijze de klassieke bouwordes. Het stelt ook de drie fundamentele wetten voor waaraan architectuur moet gehoorzamen, om als zodanig te worden beschouwd: firmatas, utilitas, venustas, wat structurele geschiktheid, functionele geschiktheid en schoonheid betekent.
De herontdekking van het werk van Vitruvius in 1414 had een invloed op architecten uit de renaissance. Het voegde een archeologische onderbouwing toe aan de opkomst van de renaissancearchitectuur, die al aan de gang was. Architecten als Filippo Brunelleschi en Leon Battista Alberti vonden in De architectura hun beweegredenen om hun beroep tot een wetenschappelijke discipline te verheffen.

#### Het oude India
Vastu shastra (vāstu śāstra - letterlijk 'architectuurwetenschap') zijn teksten over het traditionele Indiase architectuursysteem. Deze teksten beschrijven principes van ontwerp, indeling, afmetingen, grondvoorbereiding, ruimte-indeling en ruimtelijke meetkunde. De ontwerpen zijn bedoeld om architectuur te integreren met de natuur, de relatieve functies van verschillende delen van de structuur, en oude overtuigingen die gebruik maken van meetkundige patronen (Sri Yantra), symmetrie en gerichte uitlijningen.
Vastu Shastra is het tekstuele deel van Vastu Vidya - de bredere kennis over architectuur en ontwerptheorieën uit het oude India. Varahamihira's Brihat Samhita, gedateerd rond de zesde eeuw na Christus, is een van de vroegst bekende Indiase teksten met speciale hoofdstukken met architectuurprincipes. Hoofdstuk 53 van de Brihat Samhita heeft bijvoorbeeld de titel "Over architectuur". Daar en elders worden elementen van de vastu sastra besproken, zoals "het plannen van steden en gebouwen" en "huisstructuren, oriëntatie, verdiepingen, het bouwen van balkons", samen met andere onderwerpen.

### Middeleeuwen
In navolging van de traditie van Vastu Shastra schreven verschillende geleerden in de middeleeuwen architecturale teksten, waaronder Manushyalaya Chandrika, dat gaat over binnenlandse architectuur. Het werd geschreven door Thirumangalath Neelakanthan Musath. Samrangana Sutradhara is een poëtische verhandeling over onder meer klassieke Indiase architectuur. Het werd geschreven door Bhoja van Dhar.
Gedurende de middeleeuwen werd architecturale kennis doorgegeven via transcriptie, mond-tot-mond en technisch in de loges van bouwmeesters. Vanwege de arbeidsintensieve aard van transcriptie zijn er in deze periode weinig voorbeelden van architectuurtheorie geschreven. De meeste geschreven werken in deze periode waren theologisch en waren transcripties van de Bijbel. Omdat de architectuurtheorieën over constructies gingen, werden er minder van getranscribeerd. Het Liber de rebus in administratie sua gestis van Suger van Saint-Denis was een architectonisch document dat handelde over de gotische architectuur. Een ander voorbeeld was de tekeningenportfolio van Villard de Honnecourt uit ongeveer de jaren 1230.
In de Song-dynastie publiceerde Li Jie in 1103 de Yingzao Fashi, een architecturale verhandeling, die elementen van de Chinese architectuur codificeerde.

### Renaissance
Het eerste grote architectuurtheoretische werk uit deze periode is van Sabona, De re aedificatoria. Dit werk plaatste Vitruvius in de kern van de meest diepgaande theoretische traditie van de moderne tijd. Volgens Alberti wordt goede architectuur gevalideerd door de Vitruviaanse triade, die het doel ervan definieert. Dit triplet behield al zijn geldigheid tot in de 19e eeuw. Een belangrijke overgang naar de 17e eeuw en uiteindelijk naar het tijdperk van de Verlichting werd verzekerd door het geavanceerde wiskundige en optische onderzoek van Girard Desargues. Hij legde in zijn studies de nadruk o kegelsneden, perspectief en projectieve meetkunde.

### Verlichting
Het tijdperk van de Verlichting was getuige van een ontwikkeling in de architectuurtheorie op het Europese continent. Nieuwe archeologische ontdekkingen (zoals die van Pompeï en Herculaneum) zorgden voor nieuwe belangstelling voor klassieke kunst en architectuur. Zo ontstond de term neoclassicisme, geïllustreerd door de geschriften van de Pruisische kunstcriticus Johann Winckelmann, om 18e-eeuwse architectuur aan te duiden. Deze keek naar deze nieuwe klassieke voorbeelden voor inspiratie bij het ontwerpen van gebouwen.
Belangrijke architectuurtheoretici van de Verlichting zijn onder meer Giovanni Battista Piranesi, Robert Adam en Hegel.

### 19e eeuw
Een vorm van neoclassicisme, volgens het Essai van Marc-Antoine Laugier, vormde de basis voor twee generaties van internationale activiteit rond de kernthema's classicisme, primitivisme en een 'terugkeer naar de natuur'.
De reactie tegen de dominantie van neoclassicistische architectuur kwam in de jaren 1820 op de voorgrond. Pugin ontwikkelde toen een morele en theoretische basis voor de neogotiek. In de jaren 1840 ontwikkelde John Ruskin dit ethos.
De Amerikaanse beeldhouwer Horatio Greenough publiceerde in augustus 1843 het essay "American Architecture". Daarin verwierp hij de imitatie van oude bouwstijlen en schetste hij de functionele relatie tussen architectuur en decoratie. Deze theorieën anticipeerden op de ontwikkeling van het functionalisme in het modernisme.
Tegen het einde van de eeuw vond er een bloei van theoretische activiteit plaats. In Engeland ondersteunden de idealen van Ruskin de opkomst van de arts-and-craftsbeweging. Dit werd geïllustreerd door de geschriften van William Morris. Dit vormde op zijn beurt de basis voor de art nouveau in het Verenigd Koninkrijk. Dit werd geïllustreerd door het werk van Charles Rennie Mackintosh, en beïnvloedde de Wiener Secession. Op het vasteland vormden de theorieën van Eugène Viollet-le-Duc en Gottfried Semper de springplank voor een enorme vitaliteit van het denken gewijd aan architectonische innovatie en de vernieuwing van het begrip stijl.
Vooral Semper kreeg internationale aanhang. De generatie die in het midden van de 19e eeuw werd geboren, was grotendeels geboeid door de kansen die Sempers combinatie van een adembenemende historische reikwijdte en methodologische granulariteit bood. In tegenstelling tot meer recente, en dus ‘moderne’, thematisch zelfgeorganiseerde theoretische activiteiten, is deze generatie niet samengesmolten tot een ‘beweging’. Ze leken echter samen te vallen met Sempers gebruik van het concept Realismus, en worden daarom bestempeld als voorstanders van architectonisch realisme. Tot de architectuurrealisten behoorden: Georg Heuser, Rudolf Redtenbacher, Constantin Lipsius, Hans Auer, Paul Sédille, Lawrence Harvey, Otto Wagner en Richard Streiter.

### 20ste eeuw
In 1889 publiceerde Camillo Sitte Der Städtebau nach seinem künstlerischen Grundsätzen (vertaald als Stadsplanning volgens artistieke principes), wat niet bepaald een kritiek was op de architectonische vorm, maar een esthetische kritiek (geïnspireerd door middeleeuwse en barokke stadsplanning) op de 19e-eeuwse stedenbouw. Het was voornamelijk een theoretisch werk en had een onmiddellijke impact op de architectuur, aangezien de twee disciplines architectuur en planning met elkaar verweven waren. De vraag ernaar was zo groot dat tussen 1889 en 1922 vijf edities in het Duits verschenen en in 1902 een Franse vertaling. (Pas in 1945 verscheen er geen Engelse editie.) Voor Sitte was de belangrijkste kwestie niet de architecturale vorm van een gebouw, maar de kwaliteit van de stedelijke ruimtes die gebouwen gezamenlijk omsluiten, waarbij het geheel meer is dan de som der delen. De Moderne Beweging verwierp deze gedachten en Le Corbusier verwierp het werk. Niettemin werd het werk van Sitte opnieuw bekeken door postmoderne architecten en theoretici uit de jaren zeventig. Het boek wordt tegenwoordig vaak anachronistisch aangehaald als voertuig voor de kritiek op het modernisme.
In 1896 schreef Louis Sullivan het essay The Tall Office Building Artisticably Considered over urbanisme. In dit essay schreef Sullivan zijn gezegde "vorm volgt functie"; een uitdrukking die later zou worden aangenomen als een centraal principe van de moderne architectuurtheorie. Terwijl latere architecten de afgekorte uitdrukking 'vorm volgt functie' aannamen als een polemiek in dienst van de functionaliteitsdoctrine, schreef Sullivan over functie met betrekking tot biologische functies van de natuurlijke orde. Een andere invloedrijke planningstheoreticus uit deze tijd was Ebenezer Howard. Deze richtte de tuinstadbeweging op. Deze beweging had tot doel gemeenschappen te vormen met architectuur in de arts-and-craftsbeweging in Letchworth en Welwyn Garden City en maakte de stijl populair als huiselijke architectuur.
In Wenen had het idee van een radicaal nieuwe moderne architectuur veel theoretici en voorstanders. Een vroeg gebruik van de term moderne architectuur in druk, vond plaats in de titel van een boek van Otto Wagner, die voorbeelden gaf van zijn eigen werk dat representatief was voor de Wiener Secession met art nouveau-illustraties en didactische leringen aan zijn studenten. Kort daarna schreef Adolf Loos Ornament en Misdaad. Hoewel zijn eigen stijl meestal wordt gezien in de context van de jugendstil, sloot zijn eis voor 'de eliminatie van ornament' zich aan bij de slogan 'form follows function' als een principe van het modernisme, die het midden van de 20e eeuw ging domineren. Walter Gropius, Ludwig Mies van der Rohe en Le Corbusier zorgden voor de theoretische basis voor de internationale stijl, met als doel geïndustrialiseerde architectuur te gebruiken om de samenleving opnieuw vorm te geven. Hoewel Frank Lloyd Wright modern was in het verwerpen van het historisch revivalisme, was hij eigenzinnig in zijn theorie, die hij in overvloedige geschriften overbracht. Wright onderschreef de principes van de Internationale Stijl niet, maar ontwikkelde een naar hij hoopte een Amerikaanse, in tegenstelling tot een Europese, progressieve koers. Wrights stijl was echter zeer persoonlijk en omvatte zijn specifieke kijk op mens en natuur. Wright was poëtischer en handhaafde resoluut de 19e-eeuwse kijk op de creatieve kunstenaar als uniek genie. Dit beperkte de relevantie van zijn theoretische stellingen. Tegen het einde van de eeuw reageerde de postmoderne architectuur tegen de soberheid van de hoogmoderne principes van de internationale stijl, die als eng normatief en doctrinair werden beschouwd.

### Hedendaagse periode
In het hedendaagse architectuurdiscours is de theorie zich meer gaan bezighouden met haar positie binnen de cultuur in het algemeen, en het gedachtegoed in het bijzonder. Dit is de reden waarom universitaire cursussen over architectuurtheorie vaak evenveel tijd besteden aan het bespreken van filosofie en culturele studies als aan gebouwen, en waarom geavanceerd postdoctoraal onderzoek en proefschriften zich richten op filosofische onderwerpen in verband met architecturale geesteswetenschappen. Sommige architectuurtheoretici streven ernaar filosofische thema’s te bespreken, of gaan dialogen aan met bepaalde filosofen. Dit is het geval voor de interesse van Eisenman en Tschumi in het denken van Derrida, of de interesse van Anthony Vidler in de werken van Freud en Lacan, naast een interesse in Gaston Bachelards Poetics of Space of de teksten van Gilles Deleuze. Dit is ook het geval geweest met docenten in de academische wereld als Dalibor Vesely of Alberto-Perez Gomez. Deze filosofische oriëntatie  is versterkt door het onderzoek van een nieuwe generatie theoretici (bijvoorbeeld Jeffrey Kipnis of Sanford Kwinter). Op dezelfde manier kunnen we verwijzen naar hedendaagse architecten die geïnteresseerd zijn in filosofie en culturele studies. Sommigen zijn geïnteresseerd in fenomenologie toegepast op architectuur en neuro-esthetiek, zoals Sarah Williams Goldhagen, Sarah Robinson en Christian Norberg-Schulz. Een aantal specialiseren zich als filosofen en wetenschapshistorici, zoals Nader El-Bizri, die ook een opmerkelijk fenomenoloog is (vooral in Heidegger-studies). Anderen, zoals Beatriz Colomina en Mary McLeod, breiden het historische begrip van architectuur uit met kleinere of minder belangrijke discoursen die de ontwikkeling van architecturale ideeën in de loop van de tijd hebben beïnvloed. Het idee dat theorie kritiek met zich meebrengt, kwam ook voort uit poststructurele literaire studies in het werk van vele andere theoretici en architecten, zoals onder meer Mark Wigley en Diana Agrest. In hun theorieën wordt architectuur vergeleken met een taal, die bij elk gebruik kan worden uitgevonden en opnieuw uitgevonden. Deze theorie beïnvloedde de zogenaamde deconstructivistische architectuur. In contrast hiermee hebben vernieuwers van de netwerkmaatschappij de nadruk van Christopher Alexander op The Timeless Way of Building (1979) omarmd, gebaseerd op patroontalen die ter plekke worden geoptimaliseerd naarmate de bouw zich ontvouwt.
Sinds 2000 heeft de architectuurtheorie ook te maken gehad met de opkomst van de stedenbouw en de mondialisering. Door een nieuw begrip van de stad te ontwikkelen, ontwikkelden veel theoretici een nieuw begrip van de stedelijke omstandigheden van onze planeet (zoals Rem Koolhaas' Bigness). Interesses in fragmentatie en architectuur als vergankelijke objecten beïnvloedden dit denken verder (bijvoorbeeld de zorg voor het gebruik van hoogwaardige technologie), maar hielden ook verband met algemene problemen zoals ecologie, massamedia en economisme.
In de jaren 2010 heeft de zogenaamde ‘digitale’ architectuur plaatsgevonden. Er worden gelijktijdig meerdere stromingen en ontwerpmethodieken ontwikkeld, waarvan sommige elkaar versterken, andere tegengesteld werken. Een van deze trends is biomimetica. Dit is het proces waarbij de natuur wordt onderzocht, om deze na te bootsen of er inspiratie uit te halen om menselijke problemen op te lossen. Architecten ontwerpen ook organisch ogende gebouwen in een poging een nieuwe vormentaal te ontwikkelen. Een andere trend is de verkenning van computertechnieken, die worden beïnvloed door algoritmen die relevant zijn voor biologische processen en die ook wel digitale morfogenese worden genoemd. In een poging om computationele creativiteit in de architectuur te benutten, worden genetische algoritmen die in de informatica zijn ontwikkeld, gebruikt om ontwerpen op een computer te ontwikkelen. Sommige hiervan worden daadwerkelijk gebouwd. Sinds deze nieuwe architecturale tendensen naar voren zijn gekomen, hebben veel theoretici en architecten aan deze kwesties gewerkt, waarbij ze theorieën en ideeën hebben ontwikkeld. Een voorbeeld hiervan is Patrick Schumachers parametricisme.
De theoretische wereld van de hedendaagse architectuur is pluralistisch en veelkleurig. Er zijn verschillende dominante scholen voor architectuurtheorie die gebaseerd zijn op taalkundige analyse, filosofie, poststructuralisme of culturele theorie.
In het tweede decennium van de eenentwintigste eeuw is er de opkomst van de architectuurtheorie, gebaseerd op de kaders van de sociale reproductietheorie en de zorgethiek. Deze benadering werd geïntroduceerd in de uitgave van Doina Petrescu en Kim Trogal over de sociale (re)productie van architectuur en in de uitgave Critical Care, Architectuur en stedenbouw voor een gebroken planeet onder redactie van Angelika Fitz en Elke Krasny.